# 解密山達基
《解密山達基》（英語：Going Clear: Scientology and the Prison of Belief）是一部2015年有關山達基教（也稱：科學教）的紀錄片。由艾力士·吉伯尼執導，HBO製作，根據勞倫斯·萊特的2013年著作《Going Clear: Scientology, Hollywood, and the Prison of Belief》製作而成。本片在猶他州帕克城的2015年辛丹斯電影節上首映。本片獲得了廣泛讚賞，並被提名七個艾美獎，獲得三個獎項，包括最佳紀錄片。本片還獲得2015年皮博迪獎，並獲得美國編劇工會的最佳紀錄片獎。
本片旨在解構山達基教，描述了山達基教和創教者L·羅恩·賀伯特的簡史，調查研究了名人如何與教會交流，並突出了一些前成員以及他們所見和體驗被虐待和剝削的故事。山達基教會對本片作出了強烈的回應，投訴批評電影評論家針對教會的評價，並譴責電影製片人和他們的受訪對象。HBO則表示，由於預判這個臭名昭著的訴訟組織會提出攻擊，在上映前它已安排「約160名律師」承擔審查這部電影的任務。
《解密山達基》在2015年3月13日在有限數量的劇院上公映，並於2015年3月29日在HBO上播出。本片在评分上获得重大成功，到2015年4月中期吸引了550萬觀眾，使其成為在過去十年中第二大最多觀看的HBO紀錄片。儘管山達基教會持續阻撓該片上映，但紀錄片最終進行了國際性公映，得以在劇院和電視上播放。

## 概要
《解密山達基》是貼近地基於勞倫斯·萊特的著作，包括了同樣的內容，加上檔案鏡頭的輔助，戲劇性的重建和與八名前山達基教成員的訪問：保羅·哈吉斯，奧斯卡獲獎導演；馬克·拉斯本，教會的前第二把手；麥克·雲特，教會特別事務辦公室的前主任；演員傑森·貝吉；Sylvia 'Spanky' Taylor，尊·特拉華達的前聯絡員；以及前山達基教成員Tom DeVocht、Sara Goldberg和Hana Eltringham Whitfield。
電影分成三個不同部分。第一部分，前山達基教成員描述他們如何加入山達基教；第二部分詳述了山達基教的歷史及其創始人L·羅恩·賀伯特；在最後一部分中，本片播放了指控教會成員受到虐待和其領導人不當行為的指控，尤其是現宗教領袖大衛·密斯凱維吉，他被指控恐嚇、毆打、監禁和剝削下屬。本片描述名人成員，例如尊·特拉華達和湯·告魯斯，透過錄像片段，將他們的陳述與前山達基教成員的經驗形成鮮明對比。
為了支持論點，本片利用了前山達基教成員被騷擾和監視的鏡頭（根據賀伯特的說法，教會的批評者都是罪犯，他們的罪行需要被揭露），並描述了監禁高級山達基教成員主管的一個已知設施，叫作「洞」；一個山達基教成員說，曾經被迫用他的舌頭清潔一個洗手間。根據本片，女演員妮歌·潔曼被教會標籤為「潛在的麻煩來源」（potential trouble source）後，山達基教便試圖把她作為竊聽的對象，以破壞她與湯·告魯斯的婚姻。然而，尊·特拉華達被迫擔憂地留下在教會中，因為怕他個人生活的秘密會被揭露。

## 山達基的反應

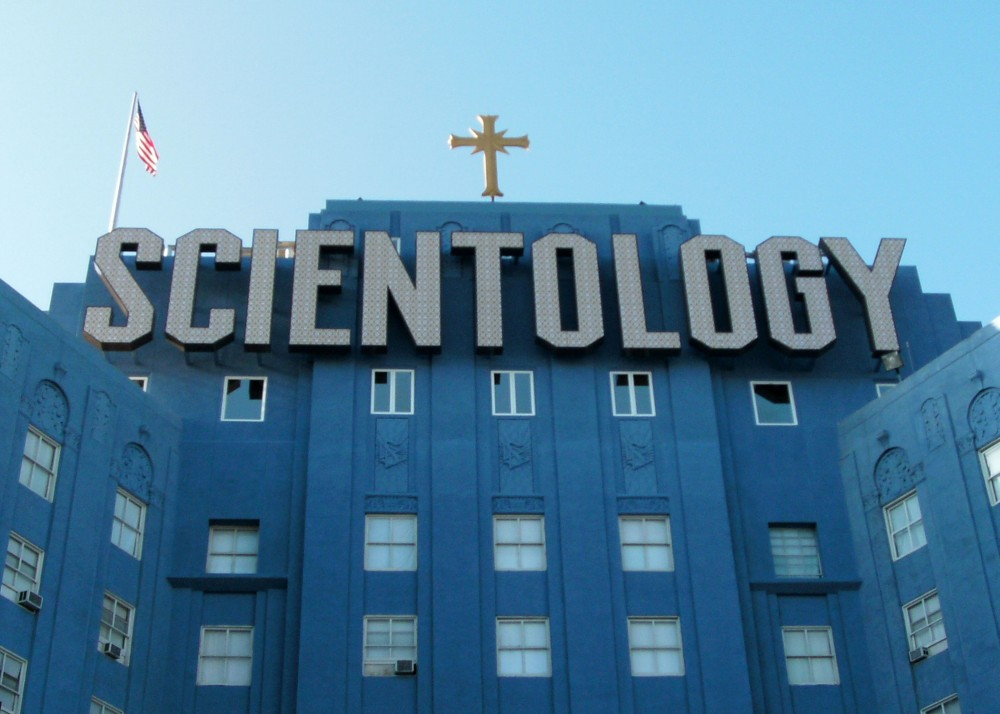
山達基教會堅決反對這部紀錄片。

在電影首映前十天，山達基教會在《紐約時報》和《洛杉磯時報》上發表了全頁廣告來譴責《解密山達基》，將它與《滾石雜誌》上出版的「校內強姦」比較。吉伯尼後來說，他感謝教會的廣告，因為它為本片吸引了大量宣傳，他只是希望「他們會放在電視節目播放時間」。HBO紀錄片負責人席拉·奈文絲解釋，當她看到公告時，她知道《解密山達基》將會取得巨大的成功：「紀錄片不會獲得全頁廣告，而當他們這樣做到時，他們做得非常好。」
教會還發表了一份「特別報告」抨擊本片，放在它的其中一個網站上，開始了一個新的Twitter帳戶，聲稱「對虛假資料的廣播和出版採取堅決立場」，並買了許多的廣告環繞在谷歌與本片有關的搜索結果，以便將搜索者引導到反《解密山達基》的頁面。此外，教會在其網站上發布了一系列短片，透過人身攻擊來回應電影製作人和他們的受訪者，標題例如「艾力士·吉伯尼的紀錄片《解密山達基》宣傳技倆」、「馬克·拉斯本：暴力的精神病患者」、「麥克·雲特：毆打妻子者」、「Sara Goldberg：家庭破壞者」及「保羅·哈吉斯：荷里活偽君子」。
教會抗議吉伯尼拒絕接受向他提出的25名成員的訪問。根據吉伯尼，密斯凱維吉、特拉華達和告魯斯都拒絕了採訪。相反，教會提供了「25個身份不明的代表成員，大概是在我們的紀錄片裏誹謗的人」，這令他不感興趣。教會還譴責本片的受訪者是「一批如常的妄想者，因為瀆職而被踢走長達30年的前不滿教會成員，他們有說謊的歷史記錄，為錢而編造關於教會的謊言。」

## 外部連結
- HBO Documentary Films
- Jigsaw Productions
- Preview footage from the film （页面存档备份，存于）
- 互联网电影数据库（IMDb）上《解密山達基》的资料（英文）
- 爛番茄上《解密山達基》的資料（英文）
- Metacritic上《解密山達基》的資料（英文）